# Riedelia purpurata
Riedelia purpurata là một loài thực vật có hoa trong họ Gừng. Loài này được Henry Nicholas Ridley miêu tả khoa học đầu tiên năm 1916.

## Phân bố
Loài này được tìm thấy ở cao độ 945-1.676 m (3.100-5.500 ft) dọc theo sông Utakwa (Otakwa) ngược dòng tới phần trung tâm dãy núi Snow = dãy núi Maoke (trong dãy núi Nassau = dãy núi Sudirman) ở tỉnh Papua, Indonesia. Hai mẫu vật điển hình: C.B. Kloss s.n. thu thập tại núi Carstensz ngày 16 tháng 1 năm 1913 và ngày 12 tháng 2 năm 1913.